# Туры (Решетиловский район)
Туры (укр. Тури) — село,
Лиманский-Первый сельский совет,
Решетиловский район,
Полтавская область,
Украина.
Код КОАТУУ — 5324281608. Население по переписи 2001 года составляло 194 человека.

## Географическое положение
Село Туры примыкает к селу Лиман Первый, 
в 0,5 км от села Бузиновщина и в 1,5 км от села Мирное.
По селу протекает пересыхающий ручей с запрудой.